# 马吲哚
马吲哚（商品名有：Mazanor、Sanorex）是一种含氮有机化合物，分子式C16H13ClN2O，由山德士实验室（诺华制药公司的前身之一）研发，可用作中枢神经系统兴奋剂。